# Lilly Krug
Lilly Krug (Múnich, 5 de junio de 2001) es una actriz de cine y televisión y personalidad de las redes sociales alemana.

## Biografía
Lilly Krug nació en Múnich, hija de la actriz Veronica Ferres y del director de marketing Martin Krug. Después de que sus padres se divorciaran y su madre se volviera a casar, el empresario Carsten Maschmeyer se convirtió en su padrastro.
En 2019, Krug se graduó en la Escuela Internacional de Baviera en Múnich con un diploma de Bachillerato Internacional. Continuó estudiando psicología y actuación en la Universidad del Sur de California.A 2024 reside en Los Ángeles.
Siguió los pasos de su madre y comenzó a trabajar como actriz. Ha aparecido en películas junto a Michael Shannon, Casey Affleck y Gael García Bernal. Ha mencionado que su ídola y principal influencia es la actriz Margot Robbie.

## Filmografía
| Año  | Título                | Papel    | Idioma | Director             | Notas        |
| ---- | --------------------- | -------- | ------ | -------------------- | ------------ |
| 2016 | Salt and Fire         | Pasajera | Inglés | Werner Herzog        |              |
| 2019 | Malou                 | Milena   | Alemán | Adi Wojaczek         | Cortometraje |
| 2021 | Every Breath You Take | Lilly    | Inglés | Vaughn Stein         |              |
| 2021 | Heart of Champions    | Sara     | Inglés | Michael Mailer       |              |
| 2022 | Shattered             | Sky      | Inglés | Luis Prieto          |              |
| 2022 | Zero Contact          | Jamie    | Inglés | Rick Dugdale         |              |
| 2023 | Plane                 | Brie     | Inglés | Jean-François Richet |              |